# 塞斯·內德梅耶
塞斯·亨利·內德梅耶（Seth Henry Neddermeyer，1907年9月16日—1988年1月29日）是一位美國物理學家，他與其他人一同發現了Μ子。第二次世界大战期間，他在洛斯阿拉莫斯實驗室工作，並且參與了曼哈顿计划。

## 早期生活
塞斯·亨利·内德迈尔生于密歇根州里士满。他在奧利弗特學院讀了兩年書。他的母親、姐姐和叔叔也曾在這所學院就讀。後來他的家人搬到了加利福尼亞。他轉學至史丹佛大學，並於1929年獲得了文学士學位。由於受到罗伯特·密立根的啟發，塞斯·亨利·内德迈尔開始對物理學產生興趣於，於是他前往加州理工學院的研究生院就讀，並在卡尔·戴维·安德森的指導下於1935年發表名為《高能電子的吸收》（The absorption of high energy electrons）的博士論文。